# Nikolaï Poukhov
 Nikolaï Pavlovitch Poukhov (en russe : Николай Павлович Пухов – né le 25 janvier 1895 dans le village Grichovo, aujourd'hui dans l'oblast de Kalouga et décédé le 28 mars 1958 à Moscou) est un officier supérieur soviétique qui fut commandant dans l'Armée rouge pendant la Seconde Guerre mondiale.

## Biographie
Poukhov est né le 25 janvier 1895 dans le village Grichovo, dans l'Empire russe, aujourd'hui dans l'oblast de Kalouga
Il entra dans l'armée en 1916 en tant que chef d'un régiment de cavalerie. Il rejoignit l'Armée rouge en 1918 et il devint chef de brigade puis de division durant la guerre civile de 1918-1920.
En 1926, Poukhov sortit diplômé de Vystrel, la Haute École d'infanterie de l'Armée rouge, puis en 1935 de l'Académie militaire de mécanisation et motorisation. De mars 1938 à avril 1939, il fut directeur de l'école des blindés de Kharkov.
Lors de la Grande Guerre patriotique (1941-1945), il commanda la 304e division de fusiliers jusqu'en janvier 1942. Puis, jusqu'à la fin de la guerre, la 13e armée qui fit partie du front sud-ouest, puis du front de Briansk, du front central, et du premier front ukrainien.
Il participa aux opérations de Voronej - Kastornoïe, à la bataille de Koursk, aux offensives d'Ukraine, à l'offensive Vistule-Oder puis en Basse et Haute Silésie et enfin à la bataille de Berlin et à l'offensive de Prague
Après la guerre, Poukhov commanda les forces des districts militaires d'Odessa (1948-51), du Caucase du Nord (1953), de Sibérie occidentale (1953-1956), et de Sibérie (1956-57).

## Décorations
Pour les exceptionnelles capacités de commandement dont il fit preuve en opération, il est l'officier soviétique qui a reçu le plus de décorations de première classe lors de la Seconde Guerre mondiale : trois fois Ordre de Souvorov, deux fois Ordre de Koutouzov, une fois Ordre de Bogdan Khmelnitski, tous de première classe. Il reçut aussi le titre de Héros de l'Union soviétique, l'Ordre de Lénine quatre fois et trois fois l'Ordre du Drapeau rouge ainsi que plusieurs distinctions étrangères.